# Liga Democrática Progressiva

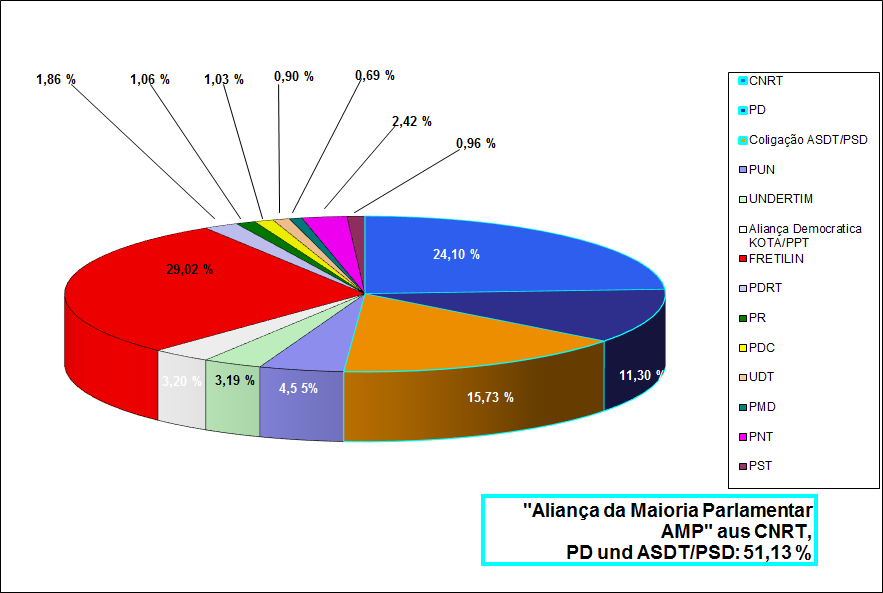
Endergebnis der Parlamentswahl 2007

Die Liga Democrática Progressiva LDP (Progressive Demokratische Liga) war eine im Juli 2007 in Osttimor gegründete gemeinsame politische Plattform von sechs der bei den Parlamentswahlen am 30. Juni 2007 in Osttimor an der neuen Drei-Prozent-Hürde gescheiterten sieben Parteien.
Die Parteien gehörten den unterschiedlichsten Teilen des politischen Spektrums an. Mitglieder des Bündnisses waren die Partido Democrata Cristão PDC, die Partido Democrática Republica de Timor PDRT, die Partido Milénio Democrático PMD, die Partido Nasionalista Timorense PNT, die Partido Socialista de Timor PST und die União Democrática Timorense UDT. Zusammen hatten sie bei der Wahl 7,86 % der Stimmen erhalten. Nicht mit dabei im Bündnis war die Partidu Republikanu PR.
Sprecher der LDP war Hermenegildo Lopes von der PMD.

## Belege
- Webseite der UDT